# Bancroft (Maine)
Bancroft ist eine Town im Aroostook County des Bundesstaates Maine in den Vereinigten Staaten. Im Jahr 2020 lebten dort 57 Einwohner auf einer Fläche von 103,5 km². Sie gehört zu den einwohnerärmsten Towns in den Vereinigten Staaten.

## Geographie
Nach dem United States Census Bureau hat Bancroft eine Gesamtfläche von 106,16 km², von der 104,71 km² Land sind und 1,45 km² aus Gewässern bestehen.

### Geographische Lage
Bancroft liegt im äußersten Süden des Aroostook County. Der Mattawamkeag River durchfließt das Gebiet zentral in südöstlicher Richtung. Im Süden grenzt der Lower Hot Brook Lake an. Auf dem Gebiet der Town gibt es nur kleinere Seen. Die Oberfläche der Town ist eben, die höchste Erhebung ist der 184 m hohe Sherwood Mountain.

### Nachbargemeinden
Alle Entfernungen sind als Luftlinien zwischen den offiziellen Koordinaten der Orte aus der Volkszählung 2010 angegeben.
- Norden: Haynesville, 4,6 km
- Osten: Weston, 11,6 km
- Süden: Unorganized Territory von North Washington, Washington County, 29,1 km
- Westen: Reed Plantation, 13,4 km

### Stadtgliederung
In Bancroft gibt es mehrere Siedlungsgebiete: Bancroft, Bancroft Mills (ehemaliger Standort eines Postamtes), Cherokee (ehemalige Eisenbahnstation), Logan (ehemaliger Standort eines Postamtes), North Bancroft und South Bancroft.

### Klima
Die mittlere Durchschnittstemperatur in Bancroft liegt zwischen −11,7 °C (11° Fahrenheit) im Januar und 18,3 °C (65° Fahrenheit) im Juli. Damit ist der Ort gegenüber dem langjährigen Mittel der USA um etwa 10 Grad kühler. Die Schneefälle zwischen Oktober und Mai liegen mit über fünfeinhalb Metern knapp doppelt so hoch wie die mittlere Schneehöhe in den USA, die tägliche Sonnenscheindauer liegt am unteren Rand des Wertespektrums der USA.

## Geschichte
Das Gebiet wurde 1840 als Bancroft Plantation organisiert. Benannt wurde sie nach dem Historiker George Bancroft, dessen Bruder einige Zeit hier lebte. Am 5. Februar 1889 wurde die bisherige Plantation zur Town erhoben. Im Jahr 1907 gab Bancroft Land an Weston ab. Haupterwerbsquelle für die Bewohner dieses Gebietes war die Forstwirtschaft. Durch die Maine Central Railroad, die den südlichen Teil von Bancroft erschloss und eine Station betrieb war es möglich, das Holz wirtschaftlich abzutransportieren.

### Einwohnerentwicklung
| Volkszählungsergebnisse – Town of Bancroft, Maine | Volkszählungsergebnisse – Town of Bancroft, Maine | Volkszählungsergebnisse – Town of Bancroft, Maine | Volkszählungsergebnisse – Town of Bancroft, Maine | Volkszählungsergebnisse – Town of Bancroft, Maine | Volkszählungsergebnisse – Town of Bancroft, Maine | Volkszählungsergebnisse – Town of Bancroft, Maine | Volkszählungsergebnisse – Town of Bancroft, Maine | Volkszählungsergebnisse – Town of Bancroft, Maine | Volkszählungsergebnisse – Town of Bancroft, Maine | Volkszählungsergebnisse – Town of Bancroft, Maine |
| Jahr                                              | 1800                                              | 1810                                              | 1820                                              | 1830                                              | 1840                                              | 1850                                              | 1860                                              | 1870                                              | 1880                                              | 1890                                              |
| ------------------------------------------------- | ------------------------------------------------- | ------------------------------------------------- | ------------------------------------------------- | ------------------------------------------------- | ------------------------------------------------- | ------------------------------------------------- | ------------------------------------------------- | ------------------------------------------------- | ------------------------------------------------- | ------------------------------------------------- |
| Einwohner                                         |                                                   |                                                   |                                                   |                                                   |                                                   | 157                                               | 304                                               | 177                                               | 220                                               | 264                                               |
| Jahr                                              | 1900                                              | 1910                                              | 1920                                              | 1930                                              | 1940                                              | 1950                                              | 1960                                              | 1970                                              | 1980                                              | 1990                                              |
| Einwohner                                         | 318                                               | 344                                               | 315                                               | 245                                               | 216                                               | 165                                               | 94                                                | 53                                                | 61                                                | 66                                                |
| Jahr                                              | 2000                                              | 2010                                              | 2020                                              | 2030                                              | 2040                                              | 2050                                              | 2060                                              | 2070                                              | 2080                                              | 2090                                              |
| Einwohner                                         | 61                                                | 68                                                | 57                                                |                                                   |                                                   |                                                   |                                                   |                                                   |                                                   |                                                   |

## Wirtschaft und Infrastruktur

### Verkehr
Durch die Stadt führt die Landstraße von Wytopitlock nach Danforth sowie die Bahnstrecke Bangor–Vanceboro, die nach wie vor im Güterverkehr betrieben wird. Der letzte Personenzug hielt 1954 am Bahnhof von Bancroft, noch bis Ende 1994 durchfuhr der Atlantic der VIA Rail den Bahnhof ohne Halt. Der nächstgelegene Flughafen mit Linienflugangebot befindet sich in Presque Isle.

### Öffentliche Einrichtungen
Bancroft besitzt weder eine eigene Bücherei, noch ein Krankenhaus oder andere medizinische Einrichtung. Das nächstgelegene Krankenhaus für die Bewohner der Town findet sich in Danforth.

### Bildung
Bancroft gehört mit Orient zum Maine School Administrative District #70. Zum District gehören neben Ashland Garfield Plantation, Masardis, Oxbow, Portage Lake und Sheridan.